# Orodrassus
Orodrassus es un género de arañas araneomorfas de la familia Gnaphosidae. Se encuentra en Norteamérica. 

## Lista de especies
Según The World Spider Catalog 12.0:
- Orodrassus assimilis (Banks, 1895)
- Orodrassus canadensis Platnick & Shadab, 1975
- Orodrassus coloradensis (Emerton, 1877)